# Hydrodendron armatum
Hydrodendron armatum är en nässeldjursart som först beskrevs av Eberhard Stechow 1924.  Hydrodendron armatum ingår i släktet Hydrodendron och familjen Haleciidae. Inga underarter finns listade i Catalogue of Life.